# Bakdash
Bakdash o Bakdach —en àrab بكداش, Bakdāx— és una gelateria de Damasc, a Síria. La botiga va ser fundada al voltant de 1885 dins del Soc Al-Hamidiyye, a la ciutat vella de Damasc. És famós pel seu booza cobert de festuc, un gelat mòrbid amb una textura elàstica feta de màstic i salep. La gelateria és famosa a tot el món àrab i ha esdevingut una atracció turística popular.